# ان‌جی‌سی ۳۳۴
ان‌جی‌سی ۳۳۴ (انگلیسی: NGC 334) نام یک کهکشان مارپیچی در صورت فلکی سنگتراش است.